# Pabstia
Pabstia – rodzaj roślin z rodziny storczykowatych (Orchidaceae). Obejmuje 5 gatunków będących endemitami południowo-Wschodniej i południowej Brazylii.

## Systematyka
Rodzaj sklasyfikowany do podplemienia Zygopetalinae w plemieniu Cymbidieae, podrodzina epidendronowe (Epidendroideae), rodzina storczykowate (Orchidaceae), rząd szparagowce (Asparagales) w obrębie roślin jednoliściennych.
Wykaz gatunków
- Pabstia jugosa (Lindl.) Garay
- Pabstia modestior (Rchb.f.) Garay
- Pabstia placanthera (Hook.) Garay
- Pabstia schunkiana V.P.Castro
- Pabstia viridis (Lindl.) Garay